# Wujia, Jiangsu
Wujia var en köping i Kina. År 2015 inkorporerades den i Dongshe. 
Den låg i provinsen Jiangsu, i den östra delen av landet, omkring 230 kilometer öster om provinshuvudstaden Nanjing. Antalet invånare är 26 387. Befolkningen bestod av 15 006 kvinnor och 11 381 män. Barn under 15 år utgör 11,0 %, vuxna 15-64 år 67 %, och äldre över 65 år 21,0 %.